# 青海省文学艺术界联合会
青海省文学艺术界联合会，简称青海省文联，是中华人民共和国青海省文学艺术工作者组成的人民团体，是中国文学艺术界联合会的团体会员，受中国共产党青海省委员会的领导。
青海省文联的最高权力机构为青海省文学艺术界联合会代表大会和由它产生的青海省文学艺术界联合会委员会。